# 藍眼魢
藍眼魢（學名：Girella tephraeops）又稱藍眼瓜子鱲，為輻鰭魚綱日鱸目魢科魢屬的其中一個種，傳統上歸類於鱸形目鿳科魢亚科。

## 分布
本魚分布於西澳大利亞海域，棲息深度可達20公尺，體長可達61公分，棲息在水淺的岩礁區，成小群活動。

## 擴展閱讀
維基物種上的相關：藍眼魢